# Купцов Василь Васильович
Купцов Василь Васильович (*13 березня 1899 — †24 жовтня 1935) — радянський художник, живописець, графік. Входив до «Гуртка художників». Найвідомішою його роботою є картина «АНТ-20 Максим Горький» (1934).

## Біографія і творчість
Василь Купцов народився в родині псковського чоботаря 13 березня 1899 року.
Восени 1913-го року вступив на мозаїчне відділення Псковської художньо-промислової школи ім. М. Ф. Фан дер Фліта. У школі Купцов був визнаний за надзвичайно талановитого учня. Після закінчення школи у 1918 році, отримавши похвального листа, Василь вирішив залишитися на деякий час при мозаїковій майстерні як майстер-наставник практичних робіт.
У 1921 році він їде до Петрограду для продовження своєї художньої освіти за направленням губернського відділу народної освіти (з рос. «губоно»). У період з 1922 по 1926 рр. навчався у ВХУТЕМАС-ВХУТЕІН у майстерні О. Я. Карева.
Попри матеріальну скруту та загальнодержавну руїну після закінчення Громадянської війни, юнак знаходить себе і сповнюється надій на майбутнє. Навчаючись в Академії мистецтв, Купцов бере участь в художніх виставках Пскова, стає членом «кола художників», які ставили собі за мету створити так званий стиль епохи.
Василь Купцов познайомився з Павлом Філоновим та захопився його мистецько-філософською системою, але на відміну від більшості його послідовників, Купцов не став шаблонно копіювати майстра, а створював художні твори, які були поєднанням його власного світогляду на творчість в цілому та синтезу ідей Філонова. Навчаючись на 4-му курсі, Василь Купцов отримав свідоцтво про закінчення Всеросійської Академії мистецтв.
У 1930-ті роки Василь Купцов заявив про себе як досвідчений майстер і, здебільшого, створює картини на авіаційну тематику (літаками художник захопився ще в підліткові роки, коли в роки Першої Світової побачив у Пскові «Іллю Муромця» та безліч літаків 7-го авіаполку).
Однак невдовзі органи НКВС почали застосовувати каральні акції проти творчої інтелігенції; влада розпочала геноцид проти селян та терор проти всіх тих, хто міг їй в чомусь заперечити або навіть повстати. Сталін неухильно йшов до комуністичної диктатури, яку заповів В. І. Ленін.

Не уникли цих переслідувань і члени гуртка Філонова разом зі своїм учителем. 10 жовтня 1935 року до Василя Купцова прийшли «люди у формі». Ось як про це писав Павло Філонов у своєму щоденнику:
«У Купцова був обшук. Прийшли вночі — все перерили — взяли переписану їм мою „Ідеологію ІЗО“, книжечки Бакуніна і Кропоткіна»
Художник не витримав психологічного тиску в очікуванні арешту і 24 жовтня 1935 р. Василь Васильович Купцов покінчив життя самогубством (повісився).
У некролозі «Червоної газети» від 28 жовтня зазначалося, що в останній час Василь Купцов працював над картиною «Штурм богів (дирижабль Ціолковського в небі)» та почав робити перші ескізи до майбутньої картини «Більшовики штурмують небо».

## Картини
Наразі збереглося лише три картини В. В. Купцова на авіаційну тематику: «Літаки. Аєросів», 1931 рік (Псковський музей-заповідник), «Дирижабль. Повітряний флот на службі соцбудівництва», 1933 (Музей збройних сил Росії у Москві) та найвідоміше полотно — «АНТ-20 Максим Горький», 1934 (Державний Російський музей).